# Villers-devant-Mézières
Villers-devant-Mézières est une localité de Villers-Semeuse et une ancienne commune française, située dans le département des Ardennes en région Grand Est.

## Toponymie
Villers est attesté sous la forme Je Villari ante Macerias en 1248.

Villers est un appellatif toponymique français qui procède généralement du gallo-roman villare, dérivé lui-même du gallo-roman villa « grand domaine rural », issu du latin villa rustica.

## Histoire
Elle fusionne en 1828 avec la commune de Semeuse pour former la commune de Villers-Semeuse. Elle devient le chef-lieu de la nouvelle commune.

## Administration
| Période                                  | Période | Identité | Étiquette | Qualité |
| ---------------------------------------- | ------- | -------- | --------- | ------- |
| Les données manquantes sont à compléter. |         |          |           |         |
|                                          |         |          |           |         |

## Démographie
| 1793 | 1800 | 1806 | 1821 |
| ---- | ---- | ---- | ---- |
| 207  | 191  | 196  | 218  |

Histogramme

(élaboration graphique par Wikipédia)